# 85 Девы
85 Де́вы (лат. 85 Virginis), HD 119786 — кратная звезда в созвездии Девы на расстоянии приблизительно 314 световых лет (около 96,4 парсек) от Солнца. Возраст звезды определён как около 590 млн лет.

## Характеристики
Первый компонент (HD 119786Aa) — белая звезда спектрального класса A0V, или A0. Визуальная звёздная величина звезды — +6,179m. Масса — около 2,5 солнечной, радиус — около 2,159 солнечного, светимость — около 40,225 солнечной. Эффективная температура — около 10484 K.
Второй компонент (HD 119786Ab). Визуальная звёздная величина звезды — +8,2m.
Третий компонент (HD 119786Ac). Визуальная звёздная величина звезды — +8,4m. Удалён на 0,1 угловой секунды.
Четвёртый компонент (HD 119786B). Визуальная звёздная величина звезды — +12,8m. Удалён на 43,5 угловой секунды.

## Планетная система
В 2019 году учёными, анализирующими данные проектов Hipparcos и Gaia, у звезды обнаружена планета HIP 67139 b.